# Simmo 'e Napule paisà
Simmo 'e Napule paisà è una canzone napoletana del 1944, interpretata da Vera Nandi al volgere del termine della seconda guerra mondiale e considerata uno dei classici napoletani di metà del XX secolo.

## Descrizione

### La musica
La musica, scritta da Nicola Valente, è basata su un tradizionale ritmo di tarantella.

### La canzone
Il testo della canzone, di Peppino Fiorelli, racconta di una coppia di sposi che, indossando il vestito buono, va a fare un giro in carrozzella, per rivedere la città di Napoli che, pur liberata, porta ancora i segni profondi della guerra. Criticata da alcuni come un qualunquistico invito all'oblio (scurdammoce 'o passato) e tacciata di superficialità (basta che ce sta ‘o sole), la canzone riprende il detto popolare chi ha avuto…chi ha dato…  raccontando e della voglia di rinascita e di lasciare gli eventi della guerra alle spalle.  Un chiaro riferimento alla presenza degli Alleati in città è l'utilizzo del termine paisà, appellativo utilizzato dagli angloamericani, molti dei quali di origine italiana, per riferirsi ai napoletani.

### Interpreti
Lanciata da Vera Nandi, la canzone nel corso degli anni è stata interpretata da numerosi altri artisti tra i quali vale la pena ricordare Fausto Cigliano, Roberto Murolo,  Gabriella Ferri, Giacomo Rondinella, Jimmy Roselli, Peppino di Capri, Carlo Buti, Massimo Ranieri, Mario Maglione, Il Giardino dei Semplici e Bruno Venturini.
Degna di nota anche l'interpretazione di Claudio Villa, contenuta nel film del 1949 di Domenico Gambino Torna a Napoli tra i cui attori troviamo Nino Manfredi, Maria D'Ayala, Marina Bonfigli e Carlo Lombardi.
In tempi più recenti, il ritornello è stato citato nella canzone 'A finanziaria dei 99 Posse ed il titolo della canzone è stato ripreso per il titolo di uno spettacolo teatrale di Sandro Pannunzio.
Nel 2014 il pianista Gianni Aterrano esegue una versione strumentale della canzone per l'album Napoli e un pianoforte cd 3 - 4 (Nuova Canaria).